# Ghostface Killah
Dennis Coles (født 9. maj 1970), bedre kendt under sit kunstnernavn Ghostface Killah, er en amerikansk rapper, sangskriver og skuespiller og medlem af Wu-Tang Clan. efter at gruppen havde fået sit gennembrud med Enter the Wu-Tang (36 Chambers), begyndte medlemmerne på hver deres solokarriere med varierende grad af succes. Ghostface Killah debuterede med soloalbummet Ironman i 1996, som blev godt modtaget af musikkritikerne. Han har fortsat sin succes i de efterfølgende år, og har udgivet de kritikerroste albums Supreme Clientele (2000) og Fishscale (2006). Hans scenenavn blev taget fra en af karaktererne i kung fufilmen Mystery of Chessboxing (1979). Han har grundlagt sit eget pladeselskab Starks Enterprises.
Ghostface Killah er blevet rost af kritikerne for sin høje, hurtige flow, og sin følelsesladede fortællinger, der underholder kryptisk slang. I 2006 inkludererde MTV ham på en liste over The Greatest MCs of All Time, mens redaktørerne på About.com placerede ham på deres liste over Top 50 MCs of Our Time (1987–2007) og kaldte ham "en af de mest fantasifulde historiefortællere i vor tid." Q magazine kaldte ham "raps bedste historiefortæller." Pitchfork Media udtalte at "Ghostface har historiefortæller-instinkter uden sidestykke; han er muligvis den bedste, mest farverigehistoriefortæller rap nogensinde har set." NPR kaldte ham "en fængslende historiefortæller", og hævede at "Hans fiktion er malerisk."

## Diskografi

### Studio albums
- Ironman (1996)
- Supreme Clientele (2000)
- Bulletproof Wallets (2001)
- The Pretty Toney Album (2004)
- Fishscale (2006)
- More Fish (2006)
- The Big Doe Rehab (2007)
- Ghostdini: Wizard of Poetry in Emerald City (2009)
- Apollo Kids (2010)
- Twelve Reasons to Die (2013)
- 36 Seasons (2014)
- Twelve Reasons to Die II (2015)
- Ghostface Killahs (2019)

### Samarbejdsalbum
- 718 med Theodore Unit (2004)
- Put it on the Line med Trife Diesel (2005)
- Wu-Massacre med Method Man and Raekwon (2010)
- Wu Block med Sheek Louch (2012)
- Sour Soul med BADBADNOTGOOD (2015)
- The Lost Tapes med Big Ghost Ltd. (2018)
- Czarface Meets Ghostface med Czarface (2019)